# 国民総支出
国民総支出（こくみんそうししゅつ、英:gross national expenditure、GNE）とは経済学用語の一つであり、国民総生産（GNP）を支出の面からとらえたというもの。これは一定期間における政府、企業、国民が消費や投資に費やした総額と経常海外余剰の合計である。